# Kong Sangjeong
Kong Sangjeong (Chuncheon, 22 giugno 1996) è una pattinatrice di short track sudcoreana, campionessa olimpica della staffetta ai Giochi di Soči 2014.

## Palmarès

### Olimpiadi
- 1 medaglia:
  - 1 oro (staffetta 3000 m a Soči 2014).

### Campionati mondiali juniores
- 2 medaglie:
  - 1 oro (classifica generale a Osaka 2015);